# Dialeurodes rempangensis
Dialeurodes rempangensis là một loài côn trùng cánh nửa trong họ Aleyrodidae, phân họ Aleyrodinae.
Dialeurodes rempangensis được Takahashi miêu tả khoa học đầu tiên năm 1949.